# إدغار غيست
إدغار غيست (بالإنجليزية: Edgar Guest)‏ هو شاعر أمريكي، ولد في 20 أغسطس 1881 في برمنغهام في المملكة المتحدة، وتوفي في 5 أغسطس 1959 في ديترويت في الولايات المتحدة.

## وصلات خارجية
- إدغار غيست على موقع الموسوعة البريطانية (الإنجليزية)
- إدغار غيست على موقع إن إن دي بي (الإنجليزية)